# Campionati europei di pugilato dilettanti 1971
I Campionati europei di pugilato dilettanti maschili 1971 si sono tenuti a Madrid, Spagna, dall'11 al 19 giugno 1971. È stata la 19ª edizione della competizione biennale organizzata dall'EABA. 194 pugili da 27 Paesi hanno partecipato alla competizione.

## Risultati
| Categoria                   | Oro                                 | Argento                             | Bronzo                                                     |
| --------------------------- | ----------------------------------- | ----------------------------------- | ---------------------------------------------------------- |
| Pesi minimosca (kg 48)      | György Gedó Ungheria                | Aurel Mihai Romania                 | Roman Rożek Polonia José Escudero Spagna                   |
| Pesi mosca (kg 51)          | Juan Francisco Rodríguez Spagna     | Leszek Błażyński Polonia            | Neil McLaughlin Irlanda Constantin Gruiescu Romania        |
| Pesi gallo (kg 54)          | Tibor Badari Ungheria               | Aleksandr Melnikov Unione Sovietica | Aurel Dumitrescu Romania Michael Dowling Irlanda           |
| Pesi piuma (kg 57)          | Ryszard Tomczyk Polonia             | András Botos Ungheria               | Gabriel Pometcu Romania Brendan McCarthy Irlanda           |
| Pesi leggeri (kg 60)        | Jan Szczepański Polonia             | Antoniu Vasile Romania              | László Orbán Ungheria Nikolay Chromov Unione Sovietica     |
| Pesi superleggeri (kg 63.5) | Ulrich Beyer Germania Est           | Calistrat Cuțov Romania             | Michael Kingwell Inghilterra Erik Sivebæk Danimarca        |
| Pesi welter (kg 67)         | János Kajdi Ungheria                | Manfred Wolke Germania Est          | Celal Sandal Turchia Damiano Lassandro Italia              |
| Pesi superwelter (kg 71)    | Valeriy Tregubov Unione Sovietica   | Svetomir Belić Jugoslavia           | Wiesław Rudkowski Polonia Ion Győrfi Romania               |
| Pesi medi (kg 75)           | Yutshas Yusyavikus Unione Sovietica | Alec Nastas Romania                 | Hans-Joachim Brauske Germania Est Reima Virtanen Finlandia |
| Pesi mediomassimi (kg 81)   | Mate Parlov Jugoslavia              | Ottomar Sachse Germania Est         | Ralf Jensen Danimarca Horst Stump Romania                  |
| Pesi massimi (kg 81 +)      | Vladimir Chenichev Unione Sovietica | Peter Hussing Germania Ovest        | Ludwik Denderys Polonia Les Stevens Inghilterra            |

## Medagliere
| Posizione | Paese            | Oro | Argento | Bronzo | Totale |
| --------- | ---------------- | --- | ------- | ------ | ------ |
| 1         | Unione Sovietica | 3   | 1       | 1      | 5      |
| 1         | Ungheria         | 3   | 1       | 1      | 5      |
| 3         | Polonia          | 2   | 1       | 3      | 6      |
| 4         | Germania Ovest   | 1   | 2       | 1      | 4      |
| 5         | Jugoslavia       | 1   | 1       | 0      | 2      |
| 6         | Spagna           | 1   | 0       | 1      | 2      |
| 7         | Romania          | 0   | 4       | 5      | 9      |
| 8         | Germania Est     | 0   | 1       | 0      | 1      |
| 9         | Irlanda          | 0   | 0       | 3      | 3      |
| 10        | Danimarca        | 0   | 0       | 2      | 2      |
| 10        | Inghilterra      | 0   | 0       | 2      | 2      |
| 12        | Finlandia        | 0   | 0       | 1      | 1      |
| 12        | Italia           | 0   | 0       | 1      | 1      |
| 12        | Turchia          | 0   | 0       | 1      | 1      |
|           | Totale           | 11  | 11      | 22     | 44     |